# Dypsis baronii
Dypsis baronii es una especie de planta en la familia Arecacea. Se encuentra en Madagascar.

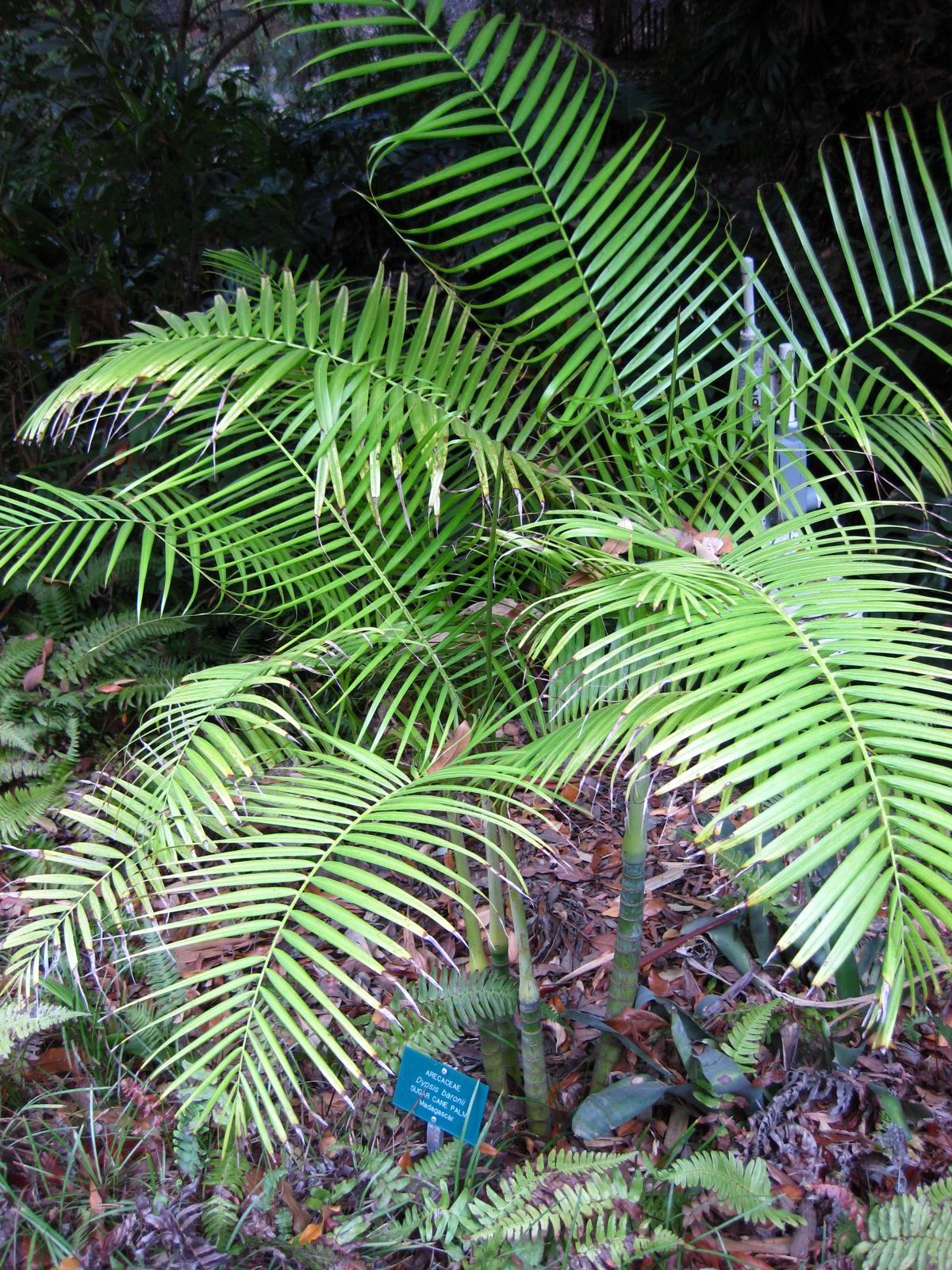
Vista de la planta

## Descripción
Dypsis baronii es una especie común de la selva tropical y de los acantilados del este. Se parece mucho a Dypsis lutescens, la cual es una especie estrictamente del litoral, confinada a una estrecha franja de vegetación cerca del mar, y Dypsis onilahensis, de localidades secas en el lado occidental de la isla. D. baronii es una palmera graciosa, y se ve a menudo en los jardines del centro de Madagascar, en particular en Antananarivo. Esta es una planta ornamental que muy bien puede ser mucho más ampliamente cultivada fuera de Madagascar de lo que es en la actualidad, especialmente en vista de su incidencia en las zonas altas.

## Taxonomía
Dypsis baronii fue descrita por (Becc.) Beentje & J.Dransf. y publicado en  Palms of Madagascar 198, en el año 1995.
Etimología
Dypsis: nombre genérico con un significado desconocido. 
baronii: epíteto que fue nombrado en honor del reverendo Richard Barón (1847-1907) que recogió la especie tipo y muchas otras plantas en 1880-1897. 
Sinonimia
- Chrysalidocarpus baronii Becc.
- Chrysalidocarpus propinquus Jum.
- Neodypsis baronii (Becc.) Jum.
- Neodypsis compacta Jum.
- Neodypsis compactus Jum.[3]